# Hendrick Cornelisz. Vroom
Hendrick (Cornelisz.) Vroom (* etwa 1563 in Haarlem; † 1640 ebenda) war ein niederländischer Maler und Zeichner und gilt als Begründer der europäischen Marinemalerei.

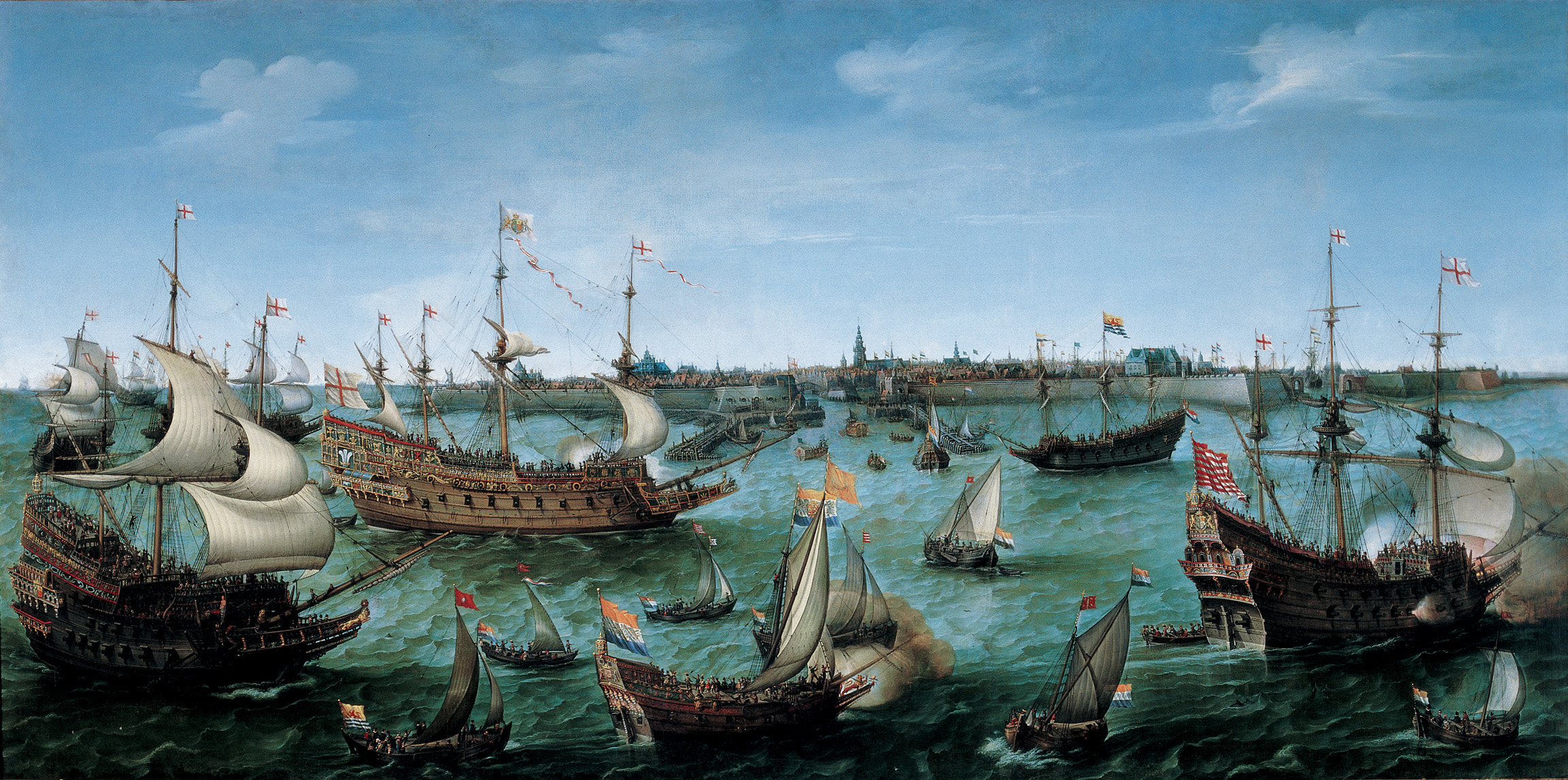
Die Ankunft Friedrich V. von der Pfalz in Vlissingen

## Familie
Hendrick Vroom wurde als Sohn des Cornelis Hendricksz. Vroom des Älteren in eine Künstlerfamilie geboren. Sein Vater war Bildhauer und Fayencemaler und der Onkel Frederick Hendricksz. Vroom I. Stadtarchitekt in Danzig. Die drei Söhne Hendrick Vrooms und einer seiner Enkel arbeiteten später ebenfalls als Maler, wobei sein Sohn Cornelis Vroom hierbei beachtenswerten Erfolg hatte.

## Leben
Zunächst begann Hendrick Vroom eine Ausbildung als Fayencemaler bei Verwandten seiner Mutter in Delft. Vrooms Zeitgenosse Karel van Mander berichtet von Zerwürfnissen mit der Familie, die den jungen Künstler veranlassten, das Haus zu verlassen. Er reiste über Spanien nach Italien, wo er sich in Rom und Florenz aufhielt und für kirchliche Würdenträger als Fayencemaler arbeitete. Von 1585 bis 1587 gehörte Kardinal Ferdinando de Medici, der späteren Großherzog der Toskana, zu seinen Förderern. Dieser an Seefahrt interessierte Auftraggeber hat vermutlich die Anregung zu Vrooms Hinwendung zur Marinemalerei gegeben. Die frühesten Hendrick Vroom zugeschriebenen Seestücke befinden sich heute im Palazzo Colonna in Rom. Seine Freundschaft mit dem Landschaftsmaler Paul Bril blieb ohne künstlerischen Einfluss auf Vroom, obschon er 1590 auf seiner Rückreise nach Haarlem, in Frankreich einige Landschaftszeichnungen des Rhonetals anfertigte. Im gleichen Jahr heiratete Vroom und besuchte seinen Onkel in Danzig. Die folgende Seereise nach Portugal überlebte er als Schiffbrüchiger und fertigte von diesem Erlebnis eine Serie von Bildern an, die er vor Ort verkaufte. Bei seiner endgültigen Rückkehr nach Haarlem war Vroom bereits ein international geachteter Künstler. Zu seinen Schülern zählen Simon de Vlieger, Jan Porcellis und Hans Goderis.

## Werk
Hendrick Vroom gilt als Begründer der europäischen Marinemalerei, obwohl bereits Künstler vor ihm Seestücke gemalt hatten. Er war jedoch der erste Maler, der sich ganz diesem Thema widmete und als unabhängiges Genre etablierte. Zu seinen wichtigsten Arbeiten gehören die Entwürfe zu zehn Wandteppichen, die Charles Howard, 1. Earl of Nottingham bei ihm in Auftrag gab. Dieser war als Lord Admiral Oberbefehlshaber über die Englische Flotte, und der Bilderzyklus sollte den Sieg der englischen Flotte über die spanische Armada im Jahr 1588 darstellen. Die Wandteppiche wurden zwischen 1592 und 1595 in Brüssel gearbeitet und hingen später im britischen Parlament, bis sie 1854 beim Brand des Gebäudes zerstört wurden. Es existieren jedoch nach dem Original gefertigte Stiche aus dem 18. Jahrhundert. Weitere Aufträge für dekorative Schlachtenbilder durch die niederländische und englische Flotte folgten, wobei detailgenaue Abbildungen der Schiffe im Vordergrund standen. Seine oftmals großformatigen Gemälde zeigen häufig historische Ereignisse, wie etwa die Ankunft Friedrich V. von der Pfalz in Vlissingen. Die detailgetreue Darstellung der Schiffe steht hierbei der phantasievollen Wiedergabe der Ereignisse gegenüber. Neben einzelnen Schiffsporträts gehören Ansichten ganzer Flotten und wohlhabender Häfen zu seinen gefragten Werken. In einer Zeit, als die Niederlande und England zu führenden Seefahrernationen aufstiegen, dienten seine Marinebilder der patriotischen Selbstdarstellung der Auftraggeber.

## Galerie

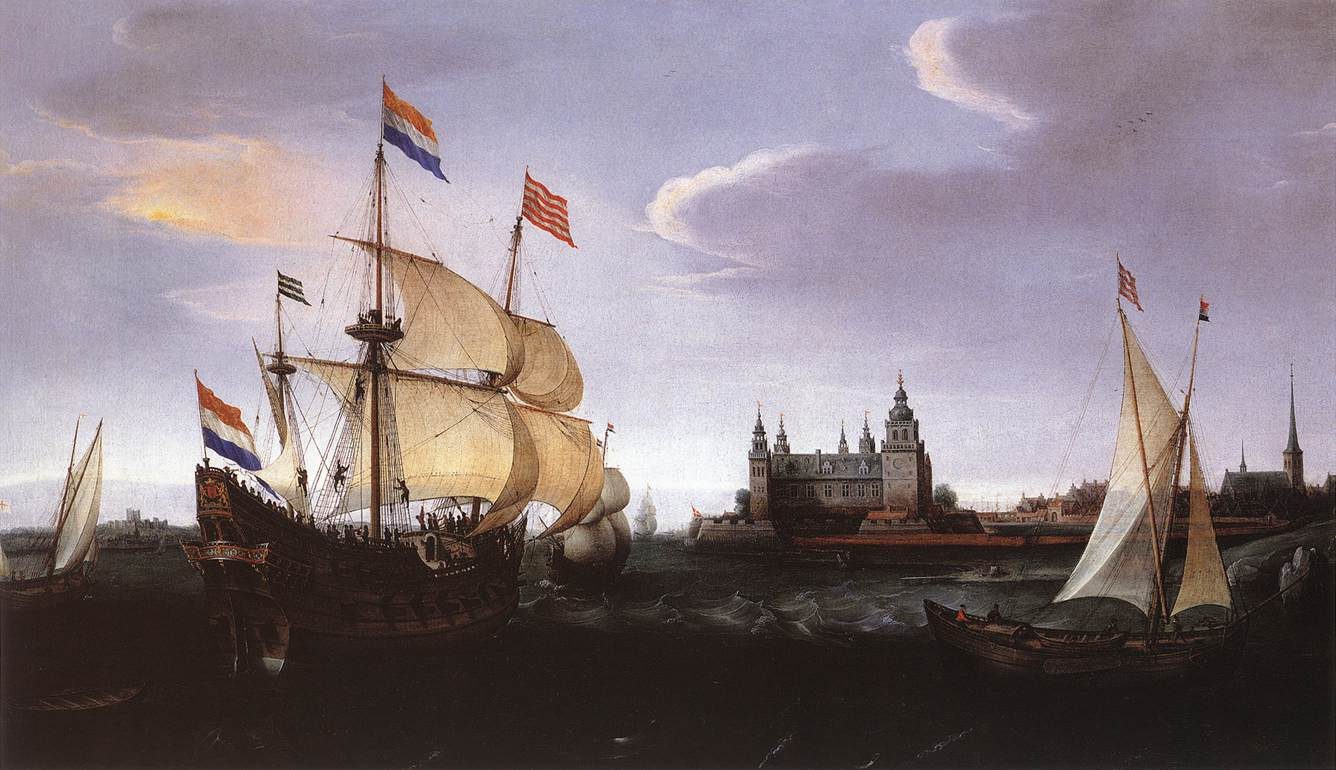
Ankunft eines niederländischen Dreimasters vor Schloss Kronborg
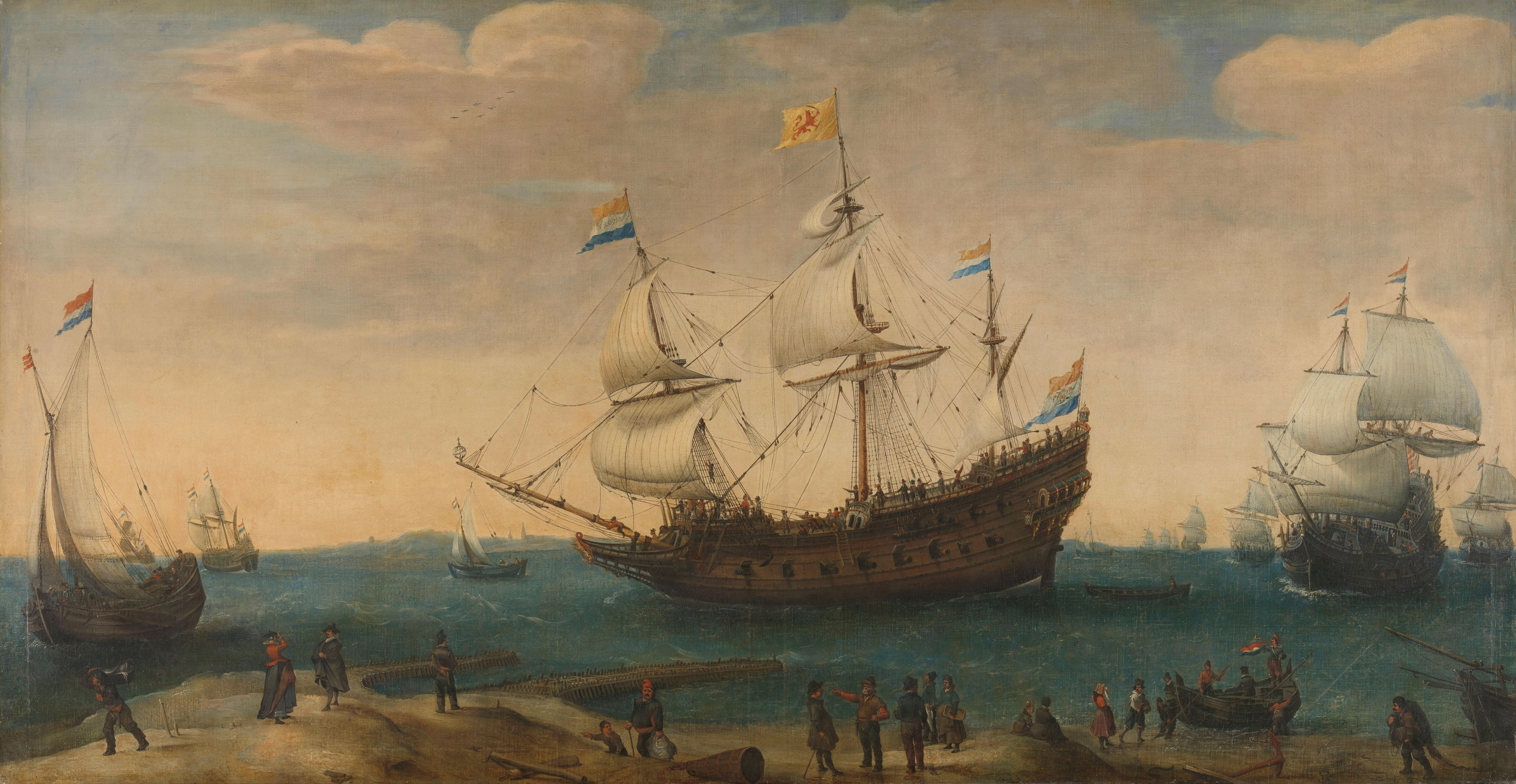
Ausfahrt der Ostindiensegler
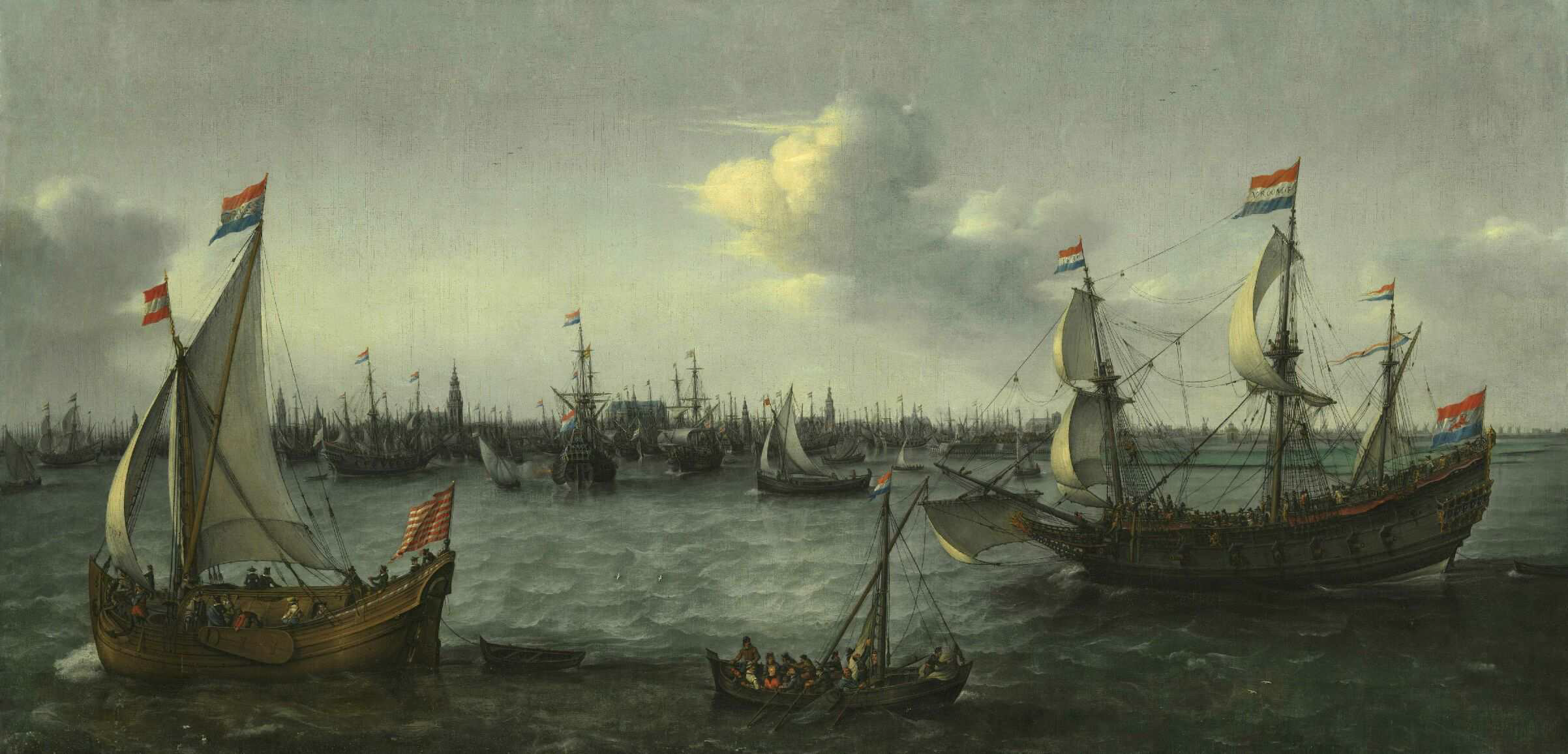
Der Hafen von Amsterdam
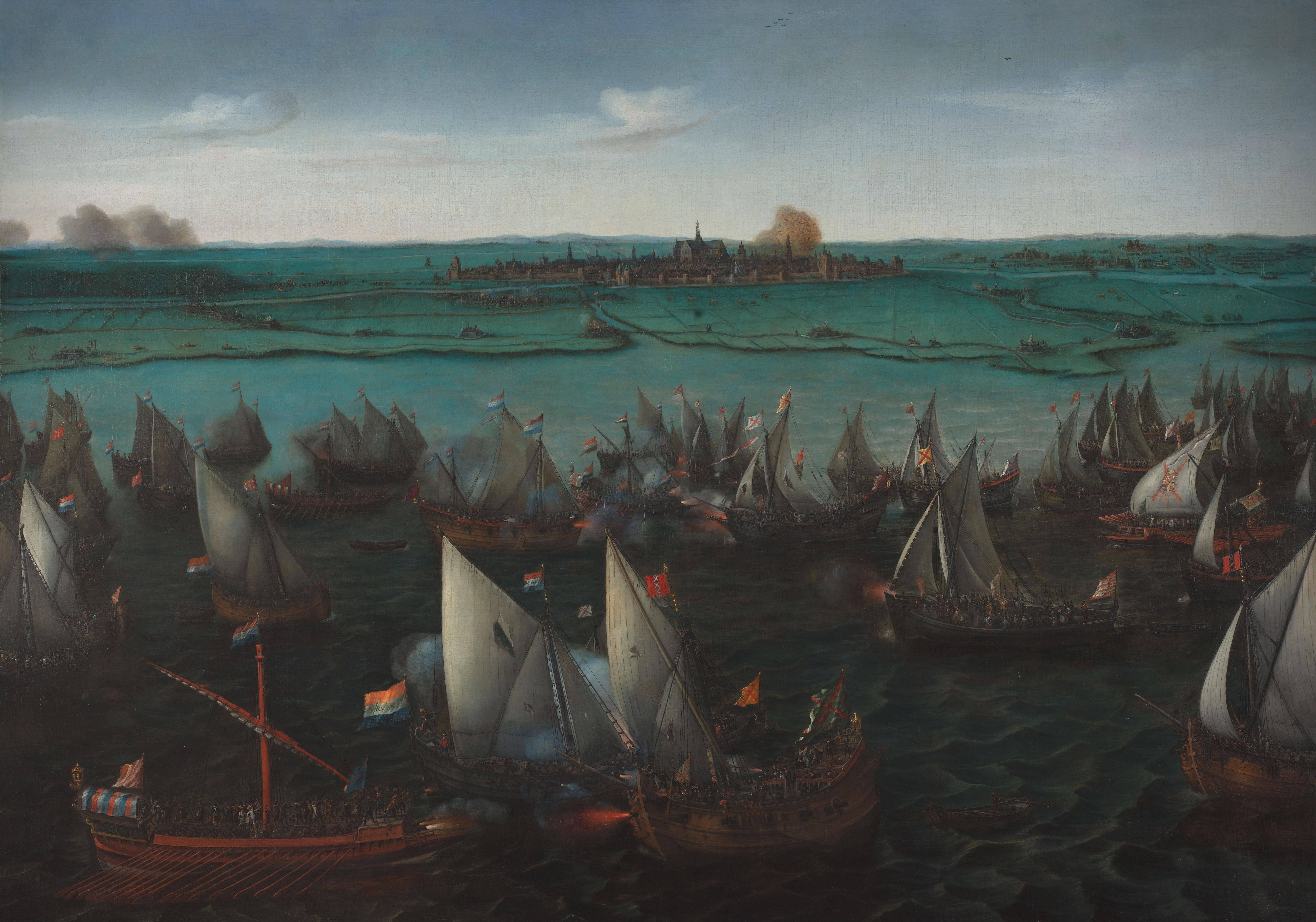
Die Schlacht im Haarlemer Meer
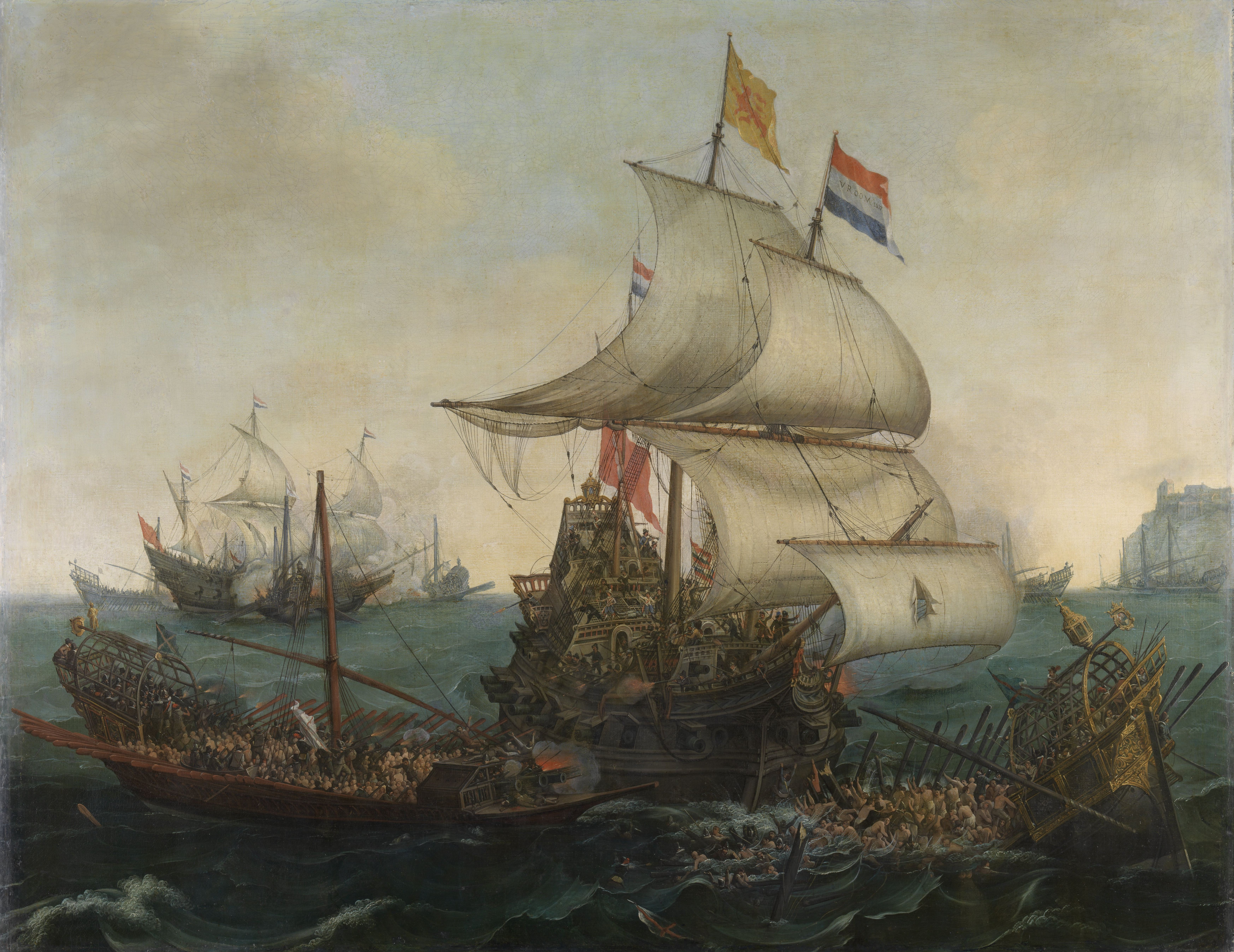
Niederländisches Schiff rammt spanische Galeere vor der flämischen Küste im Oktober 1602
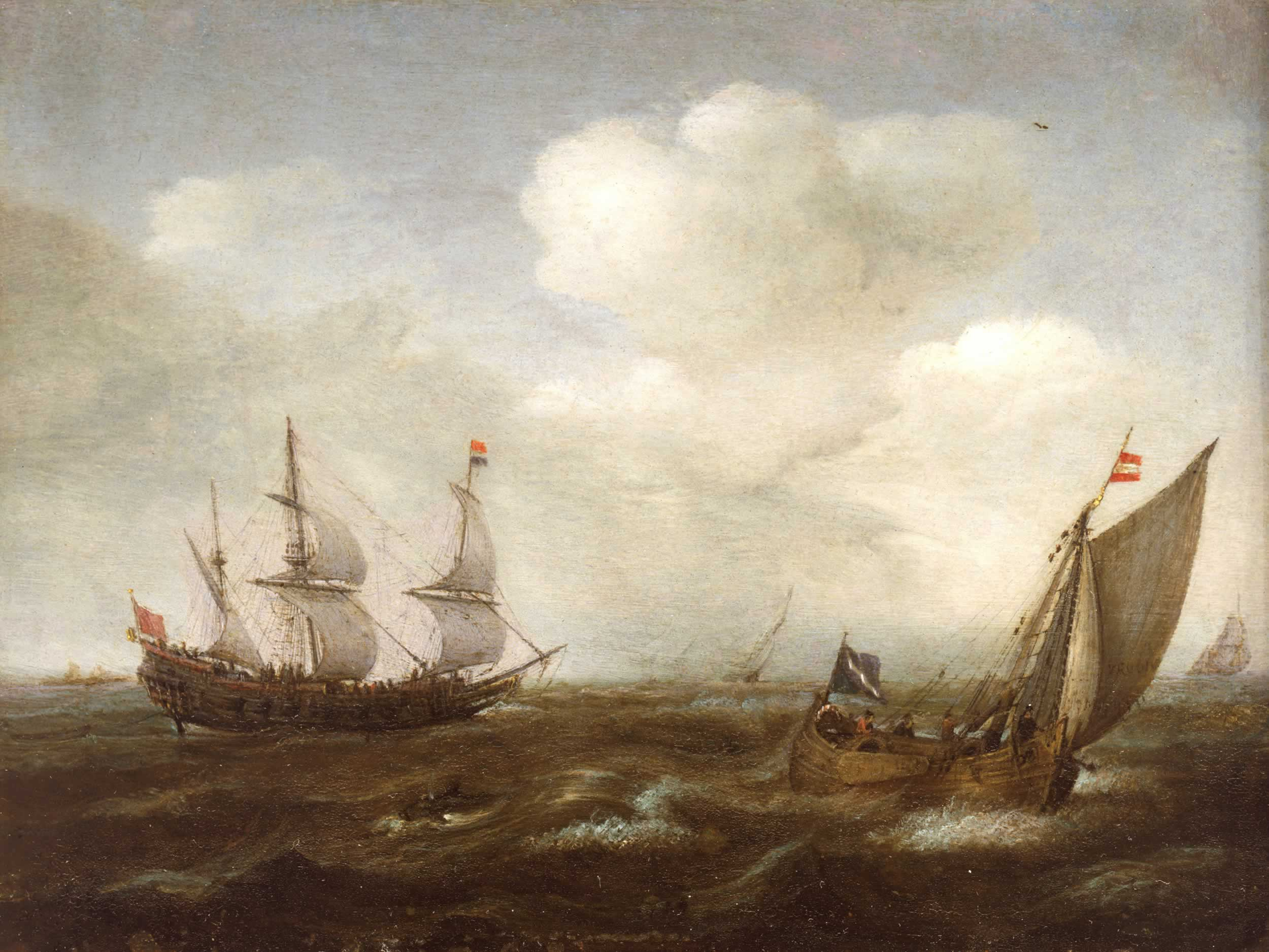
Niederländisches Schiff und Fischerboot in frischer Briese
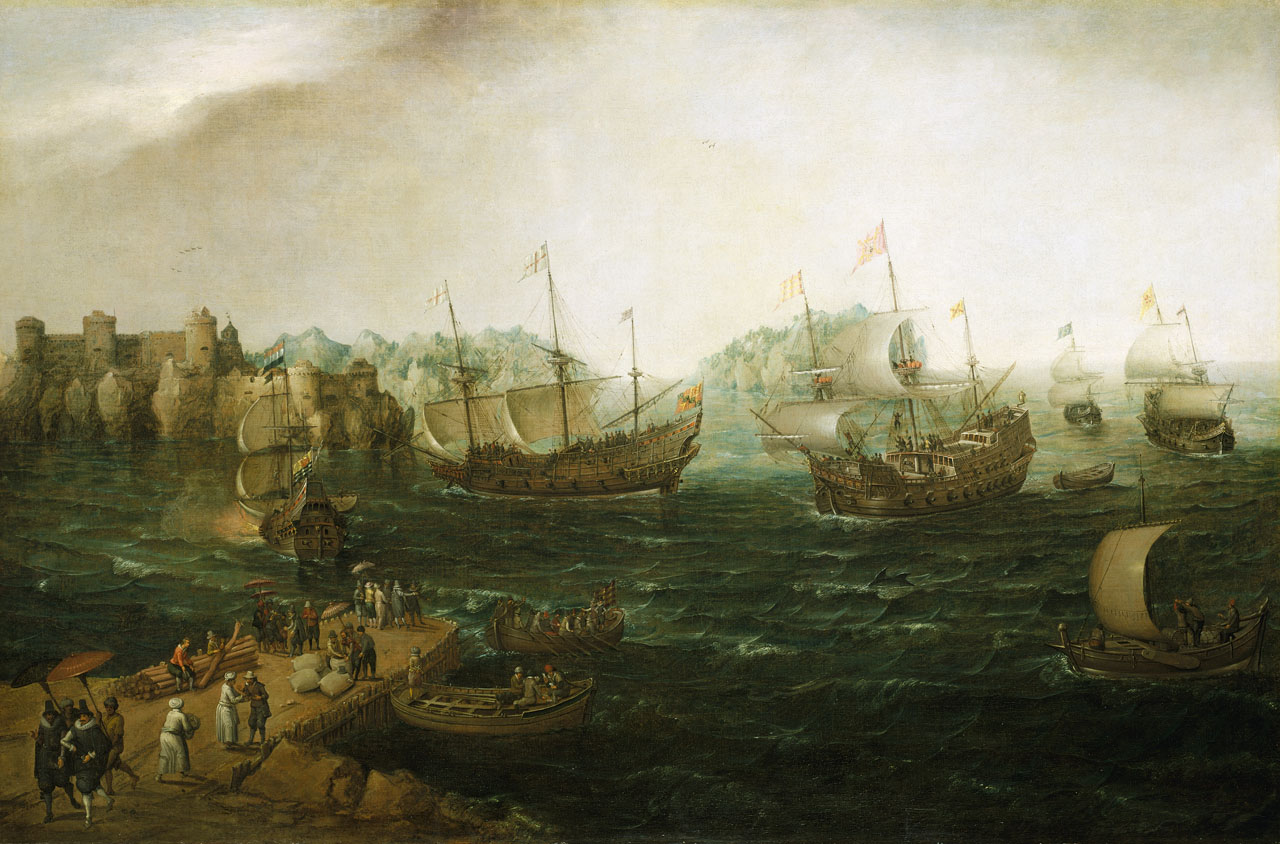
Handelsschiffe segeln Richtung Osten